# جوزيه جونسون هاوس
جوزيه جونسون هاوس (بالإنجليزية: Josiah Johnson Hawes) هو مصور أمريكي، ولد في 20 فبراير 1808 في ماساتشوستس في الولايات المتحدة، وتوفي في 7 أغسطس 1901 في بوسطن في الولايات المتحدة.

## وصلات خارجية
- جوزيه جونسون هاوس على موقع الموسوعة البريطانية (الإنجليزية)